# 중국 석유 천연가스 공사
중국 석유 천연가스 공사(중국어 간체자: 中国石油天然气集团公司, 정체자: 中國石油天然氣集團公司, 영어: China National Petroleum Corporation, 약칭 CNPC)는 중화인민공화국의 주요 석유 및 천연가스 회사로서 세계에서 가장 큰 통합 에너지 회사 중 하나이다.
2019년 포춘 글로벌 500 순위에서도 매출액 기준 최대 기업의 글로벌 순위 4위를 차지하였다.